# Endophragmiella biseptata
Endophragmiella biseptata är en svampart som först beskrevs av Peck, och fick sitt nu gällande namn av S. Hughes 1978. Endophragmiella biseptata ingår i släktet Endophragmiella och familjen Helminthosphaeriaceae.   Inga underarter finns listade i Catalogue of Life.